# Naomi Osaka
Pour les articles homonymes, voir Osaka (homonymie).
Naomi Osaka (大坂 なおみ, Ōsaka Naomi), née le 16 octobre 1997 à Osaka, est une joueuse de tennis japonaise et américaine, professionnelle depuis 2012. Sa mère est japonaise et son père est haïtien. Elle vit aux États-Unis depuis l’âge de trois ans et possède, en plus de la nationalité japonaise, la nationalité américaine qu’elle abandonne en octobre 2019 comme l’y oblige la loi japonaise qui refuse la double nationalité au-delà de l’âge de 22 ans.
Considérée comme la révélation de la saison 2016, elle confirme ce statut en remportant le tournoi d’Indian Wells en 2018. Elle réalise par la suite le doublé US Open en 2018 et Open d’Australie en 2019 à seulement 21 ans. Elle accède à la renommée mondiale et atteint la première place du classement WTA à la suite de sa victoire à Melbourne. Hommes et femmes confondus, elle est la première japonaise à remporter un tournoi du Grand Chelem et à occuper la tête du classement mondial. Naomi Osaka remporte par la suite un deuxième US Open en 2020, et un deuxième Open d'Australie en 2021. Depuis 2018, elle a remporté quatre titres du Grand Chelem en autant de finales disputées.
Elle s’illustre également par ses prises de position, comme son soutien au mouvement Black Lives Matter, portant notamment des masques ornés des noms d'Américains noirs tués par la police lors de l’US Open 2020, mais aussi en faisant sensation à Roland-Garros 2021 en refusant de participer aux conférences de presse au nom de sa santé mentale, puis en se retirant du tournoi.
Le 23 juillet 2021, elle est la dernière relayeuse de la flamme olympique et allume la vasque dans le Stade olympique national, lors de la cérémonie d’ouverture des Jeux olympiques d’été de 2020 à Tokyo.

## Carrière

### Repères biographiques
Naomi Osaka est née en 1997, au Japon, dans l'arrondissement Chūō d'Osaka, d'une mère japonaise, Tamaki Osaka, et d'un père haïtien, ex-étudiant de l'université de New York, Leonard François,,. Les parents de Naomi Osaka se sont rencontrés dans les années 1990 à Sapporo, sur l'île de Hokkaidō, dans le Nord du Japon. Destinée par son père à contracter un mariage arrangé, Tamaki a dû révéler à sa famille sa relation avec un étranger noir, restée secrète pendant plusieurs années,. Face au refus de son père d'accepter sa liaison avec Leonard, elle a choisi de s'éloigner de son environnement familial et d'emménager à Osaka avec l'homme qu'elle aime,,.
Comme sa sœur aînée Mari, née en 1996, Naomi a pris le nom de sa mère pour des raisons pratiques, alors que la famille vivait au Japon,. Durant l'année 2000, en butte à la désapprobation familiale de leur union, les parents de Naomi ont quitté le Japon avec leurs deux filles et se sont installés à New York puis, en 2006, à Fort Lauderdale (Floride), aux États-Unis,,. Suivant l'exemple de Richard Williams, père et entraîneur de Venus et de Serena Williams, le père de Naomi a poussé ses filles à pratiquer assidûment le tennis. En Floride, où désormais elle réside, Naomi a développé son jeu de tennis au sein de la Harold Solomon Tennis Academy (Académie de tennis SBT de Floride). Naomi et Mari sont toutes deux devenues des joueuses de tennis professionnelles. Dans les années 2010, les grands-parents de Naomi se sont réconciliés avec leur fille, affichant notamment leur fierté en public, après la victoire de leur petite fille à l'Open d'Australie, en janvier 2019.

### 2012-2014: débuts
Naomi Osaka joue ses premiers tournois sur le circuit ITF en 2012, réalisant sa meilleure performance en atteignant les demi-finales à Amelia Island en septembre. En 2013, elle atteint sa première finale ITF à El Paso en juin, et elle tente pour la première fois de se qualifier sur le circuit WTA lors des tournois de Québec et de Tokyo en septembre. En 2014, elle atteint une deuxième finale sur le circuit ITF à Irapuato en mars. Durant cette saison, elle intègre pour la première fois le tableau principal sur le circuit principal lors de deux tournois : en juillet, à Stanford, elle se qualifie puis connaît sa première grande victoire au premier tour contre Samantha Stosur, alors 19e mondiale, avant de perdre contre Andrea Petkovic ; puis en octobre, elle obtient une wild card à Osaka, où elle passe encore un tour, contre sa compatriote Erika Sema, avant de s'incliner contre Elina Svitolina.

### 2015: première finale sur le circuit WTA
Sa carrière s'accélère en 2015. Elle atteint d'abord deux nouvelles finales sur des tournois ITF, qui plus est dans des compétitions plus relevées par rapport à ses deux précédentes finales : en mai lors de la Kangaroo Cup à Gifu, puis en juin au tournoi de Surbiton.
Puis elle se distingue, alors qu'elle a 18 ans et qu'elle est classée à la 203e place mondiale, en atteignant en novembre la finale du tournoi WTA de Hua Hin. Elle y bat notamment deux têtes de série membres du top 100, Evgeniya Rodina et Nao Hibino, avant de s'incliner en trois sets en finale contre Yaroslava Shvedova.

### 2016: révélation de l'année aux WTA Awards, entrée dans le Top 50 et première finale en Premier à Tokyo
Elle commence la saison par les tournois de Brisbane et de Hobart. Si elle ne parvient pas à s'extirper des qualifications du premier, elle dispute le tableau final du deuxième et bat l'invitée locale Jarmila Wolfe au terme d'un match serré (6-7, 7-6, 6-4). Elle s'incline au match suivant face à l'Allemande Mona Barthel (6-7, 2-6).
À l'Open d'Australie, elle sort des qualifications sans perdre une seule manche pour disputer son premier tableau final de Grand Chelem. Elle enchaîne des victoires sur Donna Vekić (6-3, 6-2) et Elina Svitolina (21e mondiale, tête de série no 18, 6-4, 6-4) avant de perdre contre Victoria Azarenka (1-6, 1-6), ancienne double vainqueur du tournoi. Elle subit une contre-performance à Kaohsiung contre la Luxembourgeoise Mandy Minella (2-6, 6-7), 173e mais se ressaisit à Acapulco où elle élimine la qualifiée Kiki Bertens (6-4, 6-2), future demi-finaliste surprise à Roland Garros cette année là et la Colombienne Mariana Duque Mariño (6-3, 7-6). Elle s'incline en quarts de finale du tournoi contre la tête de série numéro deux Sloane Stephens (3-6, 5-7).
En mars, elle n'accède pas au tableau final d'Indian Wells mais y parvient au tournoi de Miami, disputant son premier WTA 1000 en carrière. Elle passe deux tours, battant la qualifiée Française Pauline Parmentier (6-2, 2-6, 6-2) et notamment l'Italienne Sara Errani, 18e mondiale (6-1, 6-3). Malgré sa défaite au troisième tour contre la spécialiste Tímea Babos contre laquelle elle s'effondre (5-7, 0-6), elle accède à 18 ans pour la première fois au Top 100. La tournée sur terre est plus difficile, ne rejoignant pas le tableau final de Stuttgart et Madrid et étant renversée au premier tour de Charleston par l'Américaine Louisa Chirico invitée (6-3, 1-6, 1-6). À Roland-Garros, elle écarte cependant successivement Jeļena Ostapenko, tête de série no 32 (6-4, 7-5) qui remportera le tournoi l'année suivante, et Mirjana Lucic-Baroni (6-3, 6-3) puis s'incline contre la Roumaine Simona Halep, sixième mondiale et finaliste Porte d'Auteuil deux ans auparavant en trois sets (6-4, 2-6, 3-6).
Elle ne dispute qu'un seul tournoi sur gazon, à Birmingham où elle n'atteint pas le tableau final tout comme à Montréal et s'incline à Stanford dès le premier tour, de nouveau après avoir mené une manche à zéro contre une invitée locale, Julia Boserup (6-2, 4-6, 4-6), 144e mondiale. Elle profite d'un tableau ouvert pour s'immiscer jusqu'en quarts de finale à Florianipolis où elle est sortie par la Portoricaine Mónica Puig, victorieuse cette saison de la médaille d'or olympique à Tokyo.
Après de nouveaux échecs en qualification à Cincinnati et New Haven, elle retrouve des couleurs lors de l'US Open, où pour sa première participation au tableau final, elle bat Coco Vandeweghe (6-7, 6-3, 6-4) tête de série no 28, puis la qualifiée Duan Ying-Ying (6-4, 7-6), avant de prendre un set à l'Américaine Madison Keys (5-7, 6-4, 6-7), neuvième au classement WTA.
En septembre, elle atteint sa première finale en carrière au tournoi de Tokyo, dans son pays natal, où elle élimine notamment sa compatriote Misaki Doi, 34e mondiale (6-4, 6-4), Dominika Cibulková, 12e (6-2, 6-1), et de nouveau Elina Svitolina, 20e mondiale (1-6, 6-3, 6-2), ne s'inclinant (5-7, 3-6) que contre l'ancienne numéro une Caroline Wozniacki, 28e. Elle entre alors dans le top 50 mondial et termine l'année au 40e rang. Elle termine l'année par un quart de finale à Tianjin, renversée par la numéro huit Svetlana Kuznetsova (6-2, 4-6, 6-7). Elle est désignée comme révélation de l'année aux WTA Awards.

### 2017: stagnation et premières victoires sur des joueuses du top 10
Naomi Osaka commence sa saison avec un quart de finale à Auckland, où elle bénéficie du forfait de Venus Williams et abandonne face à Ana Konjuh. À l'Open d'Australie, elle passe un tour en sortant difficilement une invitée, la Thaïlandaise Luksika Kumkhum (6-7, 6-4, 7-5), puis s'incline contre Johanna Konta, demi-finaliste l'année précédente à Melbourne (4-6, 2-6) et 9e mondiale. En février, elle est sélectionnée pour la première fois dans l'équipe du Japon de Fed Cup lors des rencontres du groupe I, s'imposant lors de ses quatre matchs contre les Philippines, l'Inde, la Chine et le Kazakhstan.
Elle continue sa progression avec des victoires régulières contre des joueuses mieux classées qu'elle, comme en mars à Indian Wells, qu'elle dispute pour la première fois où elle atteint aussi le troisième tour en éliminant notamment Zhang Shuai, 34e (6-4, 6-2) et sa compatriote qualifiée Risa Ozaki sur le même score au premier tour. Elle est logiquement sortie par l'Américaine Madison Keys, finaliste cette saison là à l'US Open (1-6, 4-6) au troisième tour. Elle fait également un deuxième tour à Dubaï, sortant la Taïwanaise Chang Kai-chen (6-2, 6-4) ety s'inclinant contre la locale Christina McHale (3-6, 4-6) et à Miami où elle élimine Kristína Kučová (6-2, 6-3) et arrache un set à la Roumaine numéro cinq mondiale Simona Halep (4-6, 6-2, 3-6) future finaliste à Roland Garros quelques mois plus tard.
Elle fait ses débuts sur ocre à l'occasion de Charleston, où elle bat de nouveau Zhang Shuai (6-4, 6-4) et la Suédoise Johanna Larsson (6-7, 6-4, 6-2) et perd contre l'Américaine Shelby Rogers, quart de finaliste l'année passée à Roland. Elle se sort des qualifications à Stuttgart mais hérite d'un tirage difficile et retrouve la Britannique Johanna Konta à qui elle prend une manche (6-7, 6-3, 1-6) au premier tour. Elle essuie les semaines suivantes trois défaites de suite, à Rome contre Laura Siegemund (2-6, 4-6), à Strasbourg contre l'Espagnole Carla Suárez Navarro (3-6, 2-6) et à Roland-Garros, dès le premier tour contre Alison Van Uytvanck (3-6, 5-7), 113e mondiale mais quart de finaliste il y a deux ans. Elle subit une nouvelle contre-performance décevante à Nottingham où elle cède contre la 131e mondiale qualifiée Kristie Ahn en ne marquant que deux jeux (1-6, 1-6) mais rebondit à Birmingham où elle sort Lauren Davis après être passée près de l'élimination (6-1, 2-6, 7-6). Elle subit néanmoins la loi de la Tchèque Lucie Šafářová, ancienne demi-finaliste à Wimbledon au second tour (2-6, 4-6).
Elle prépare le majeur londonien avec une deuxième victoire écrasante contre sa compatriote Risa Ozaki (6-0, 6-1) avant de céder contre la numéro six mondiale Caroline Wozniacki (2-6, 6-7). En juillet, elle participe pour la première fois à Wimbledon où elle passe également deux tours, en prenant sa revanche sur Sara Sorribes Tormo (6-3, 7-6) puis Barbora Strýcová, 23e mondiale (6-1, 0-6, 6-4), avant de perdre contre la championne Venus Williams (6-73, 4-6), future finaliste du tournoi.
Elle s'envole fin juillet pour Stanford mais essuie une nouvelle contre-performance, face à la qualifiée américaine Caroline Dolehide, 212e (4-6, 2-6) dès le premier tour. À Toronto, elle sort des qualifications puis élimine Anastasija Sevastova, 16e mondiale (6-3, 6-4), mais doit ensuite abandonner contre la numéro une mondiale Karolína Plíšková au début du troisième set (2-6, 7-6, 0-1). Au premier tour de l'US Open, elle bat pour la première fois de sa carrière une joueuse du top 10 mondial : Angelique Kerber, 6e (6-3, 6-1) et tenante du titre. Elle enchaîne contre la Tchèque Denisa Allertová (6-3, 4-6, 7-5) puis est éliminée par l'Estonienne Kaia Kanepi (3-6, 6-2, 5-7). Finaliste l'année passée à Tokyo, elle ne gagne que trois jeux au premier tour du tournoi japonais contre sa compatriote Kurumi Nara (3-6, 0-6), 108e mondiale. Elle s'incline en entrée de tournoi au WTA 500 de Tokyo la semaine suivante contre Angelique Kerber qui prend sa revanche (3-6, 4-6) et la sort également à Pékin (2-6, 5-7) et contre la Belge Elise Mertens (4-6, 6-1, 4-6) à Wuhan. En octobre, au deuxième tour de l'Open de Hong Kong, elle bat Venus Williams, alors 5e mondiale (7-5, 6-2) et s'incline en quarts de finale contre la Russe Anastasia Pavlyuchenkova (3-6, 3-6).
À l'issue de la saison, Sascha Bajin devient son entraîneur et remplace ainsi David Taylor.

### 2018:1ertitreen Grand Chelem à l'US Open, premier titre à Indian Wells et intégration au top 4
Après une année 2017 pleine de promesses, son début d'année 2018 est marquée par une défaite au premier tour du tournoi d'Hobart face à Yulia Putintseva. Après cette défaite, elle réalise un bon parcours à l'Open d'Australie, en battant notamment deux tête de séries, Elena Vesnina (7-64, 6-2) et la locale Ashleigh Barty (6-3, 6-2). Elle accède pour la première fois aux huitièmes de finale en Grand Chelem, s'inclinant à ce stade face à la future finaliste Simona Halep (3-6, 2-6) en 1 h 19 min, alors no 1 mondiale.
À Doha, elle passe par les qualifications, où elle remporte deux matchs en deux sets secs, avant de s'incliner au deuxième tour face à Anastasija Sevastova. À Dubaï, elle est défaite en quart de finale par Elina Svitolina (2-6, 4-6), future lauréate.
Après ce début de saison irrégulier, elle enchaîne les hautes performances lors du Premier Mandatory d'Indian Wells. Elle élimine ainsi successivement Maria Sharapova (6-4, 6-4) ancienne numéro une mondiale, puis l'ancienne numéro deux mondiale et tête de série no 31, Agnieszka Radwańska (6-3, 6-2), la qualifiée surprise Sachia Vickery (6-3, 6-3), et enfin la Grecque María Sákkari (6-1, 5-7, 6-1), contre qui elle perd son premier set du tournoi. Arrivée en quart de finale, elle crée la surprise en renversant la 5e mondiale, Karolína Plíšková, en 1 h 18 min (6-2, 6-3) et s'offre un nouveau duel face à la no 1 mondiale Halep qu'elle remporte facilement (6-3, 6-0) en seulement une heure de jeu,. En finale, elle s'impose facilement (6-3, 6-2, en un peu plus d'une heure) face à une autre jeune joueuse de 20 ans, la Russe Daria Kasatkina, tête de série numéro 20,. Grâce à ce titre, son premier sur le circuit, elle gagne vingt-deux places au classement WTA pour atteindre le 22e rang mondial.
Forte de son succès en Californie, Osaka hérite d'un tirage compliqué au tournoi de Miami avec un premier tour contre l'ancienne numéro une mondiale Serena Williams, qui joue alors son deuxième tournoi depuis son retour à la compétition après quatorze mois d'absence à la suite de sa grossesse. Cependant, elle l'emporte assez facilement (6-3, 6-2) contre son idole de jeunesse,. Elle perd toutefois dès le tour suivant contre la no 4 mondiale, Elina Svitolina (4-6, 2-6), mettant ainsi fin à sa série de victoires.
Par la suite, elle bénéficie pour la première fois d'un statut de tête de série en Grand Chelem (no 21) à Roland-Garros, où elle perd au 3e tour contre Madison Keys (1-6, 6-77). Puis sur gazon, elle parvient en demi-finale à Nottingham, s'inclinant sur la future vainqueure Ashleigh Barty. Elle enchaîne avec un autre 3e tour à Wimbledon, où elle est tête de série no 18, perdant sèchement (2-6, 4-6) contre Angelique Kerber, la future lauréate.

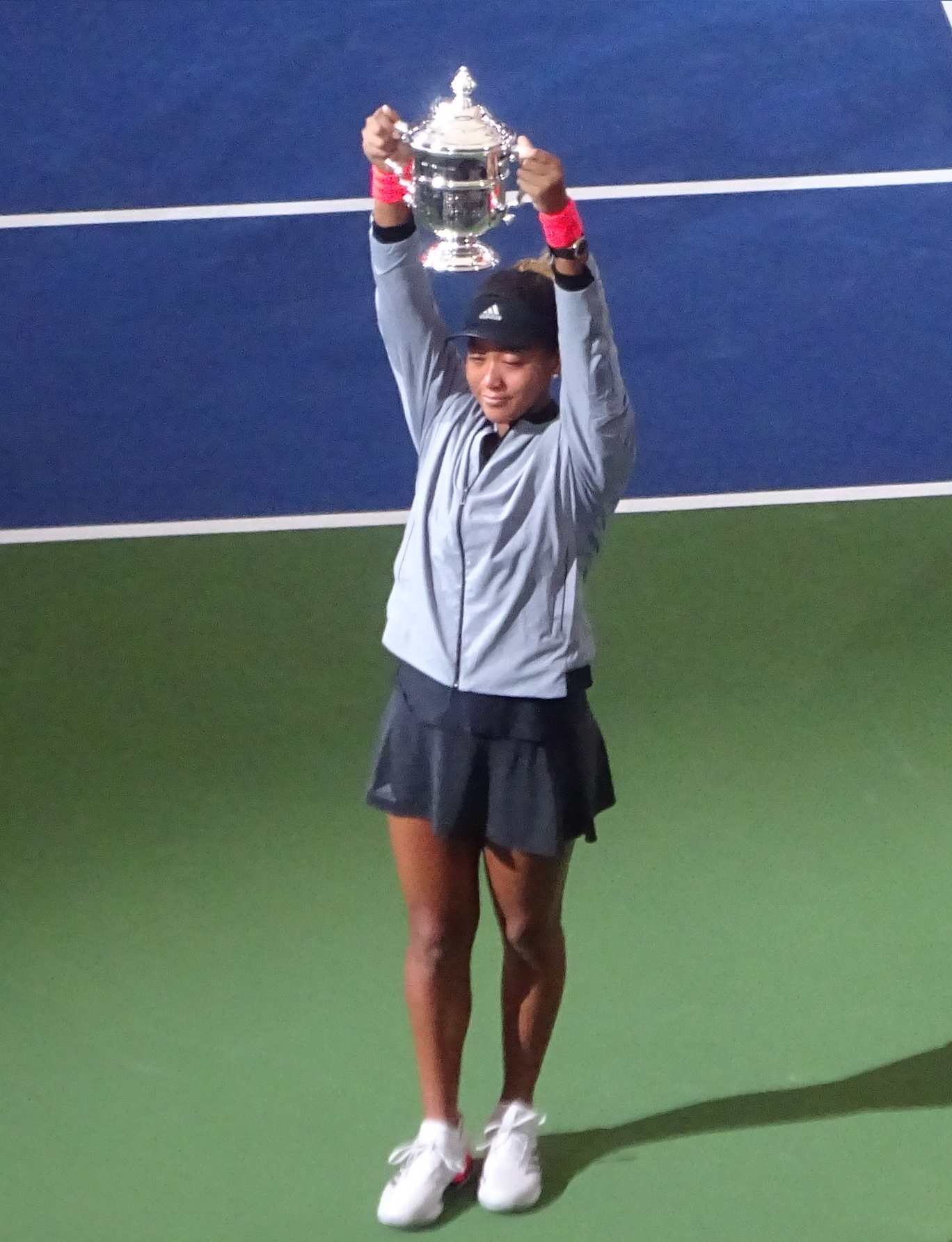
Naomi Osaka avec son trophée remporté à l'US Open en 2018.

Lors du tournoi de Flushing Meadows, Osaka, tête de série no 20, se qualifie pour les huitièmes de finale avec seulement sept jeux perdus et deux heures et cinquante-huit minutes passées sur le court, écartant successivement Laura Siegemund, Julia Glushko et Aliaksandra Sasnovich. Elle accède ensuite à son premier quart-de-finale en Grand Chelem en battant Aryna Sabalenka (6-3, 2-6, 6-4) alors 20e mondiale. Puis elle poursuit jusqu'en finale avec des nettes victoires contre Lesia Tsurenko (6-1, 6-1) en 57 minutes ; et la 14e mondiale, Madison Keys (6-2, 6-4) en 1 h 25 min,. Alors que sa compatriote Kimiko Date avait atteint les demi-finales en Grand Chelem à trois reprises, Naomi Osaka devient la première Japonaise à atteindre une finale dans ce type de tournoi en simple. Elle s'impose ensuite contre Serena Williams en finale (6-2, 6-4) au bout d'1 h 19 min de jeu, remportant ainsi son premier titre du Grand Chelem et devenant, hommes et femmes confondus, la première Japonaise à remporter un tel trophée en simple,. Après coup, la Japonaise est revenue sur l'ambiance, la polémique entourant le match en donnant son ressenti et qu'elle est devenue une star au Japon. Ce titre lui permet d'entrer dans le top 10 la semaine suivante, à la 7e place. Face à l’attitude hostile du public américain et de Serena Williams à son encontre, elle en viendra à s'excuser d'avoir gagné.
Elle enchaîne avec le tournoi de Tokyo où, comme en 2016, elle s'incline en finale, cette fois face à la 8e mondiale, Karolína Plíšková (4-6, 4-6) en tout juste une heure mais étant malade ce jour-là. Et après avoir sorti Dominika Cibulková, Barbora Strýcová et Camila Giorgi sans perdre une manche. Elle fait l'impasse sur Wuhan mais participe au Premier Mandatory de Pékin, elle va jusqu'en demi-finale, en écartant notamment la 10e mondiale, Julia Görges (6-1, 6-2) et difficilement la locale Zhang Shuai (3-6, 6-4, 7-5), finissant la rencontre en pleurs. Mais perd à ce stade contre Anastasija Sevastova (4-6, 4-6) en une heure et demie. Elle continue alors sa progression au classement WTA, passant à la 6e place mondiale après Tokyo puis à la 4e après Pékin.
Le 21 octobre, débute le Masters à Singapour placé dans le groupe rouge avec la no 2 mondiale Angelique Kerber, la no 6 Sloane Stephens et la no 9 Kiki Bertens. Pour son premier match, elle s'incline (5-7, 6-4, 1-6) en 2 h 24 min face à Stephens mais perd son second match face à Kerber (4-6, 7-5, 4-6) en 2 h 31 min à nouveau au terme d'une grosse bataille. Elle est battue par Bertens (3-6, ab.) sur abandon en 47 minutes pour son dernier match de poule.
Elle termine finalement l'année à la 5e place mondiale.

### 2019:2eGrandChelem consécutif à Melbourne, accession au trône et série de victoires en Asie
Naomi Osaka commence son année à Brisbane en atteignant le dernier carré mais tombe face à Lesia Tsurenko (2-6, 4-6). Puis elle déclare forfait pour Sydney. Ensuite, lors de l'Open d'Australie, elle remporte son deuxième tournoi du Grand Chelem successif, en battant en finale l'ancienne no 2 mondiale et tête de série no 8, la Tchèque Petra Kvitová (7-62, 5-7, 6-4) au terme d'une rencontre à suspense de 2 h 27 min de jeu,. Sur son parcours, elle élimine notamment quatre autres têtes de série : Hsieh Su-wei (no 28) (5-7, 6-4, 6-1), après Anastasija Sevastova (no 13) dans un match difficile (4-6, 6-3, 6-4) nerveusement. Puis Elina Svitolina (no 6) plus facilement (6-4, 6-1) en 1 h 12 min et Karolína Plíšková (no 4) dans une rencontre décousue (6-2, 4-6, 6-4) de 1 h 53 min avec une balle de match validée par le hawk-eye, et ainsi se qualifier pour sa 2e finale de Grand Chelem consécutive,.
Cette victoire lui permet aussi de s'emparer de la place de no 1 mondiale, devenant la première Japonaise de l'histoire à se hisser au sommet du tennis mondial, hommes et femmes confondus. Avec seulement trois victoires à son palmarès, Naomi Osaka est également la numéro 1 mondiale la moins titrée de l'histoire,.
En mars en tant que tenante du titre au tournoi d'Indian Wells, la Japonaise revient sur les terres de son 1er titre mais avec un statut de leader et de favorite. Exemptée de premier tour, puis passant facilement ses deux matchs, Osaka s'incline sèchement (3-6, 1-6) en 1 h 7 min de jeu lors des huitièmes-de-finale contre la Suissesse Belinda Bencic.
Sur sa moins bonne surface, la terre battue, elle réalise une demi-finale à Stuttgart mais déclarant forfait avant la rencontre, puis un quart de finale à Madrid, s'inclinant (6-3, 2-6, 5-7) de nouveau contre Belinda Bencic. Le 1er juin, la numéro 1 mondiale est éliminée par la Tchèque Kateřina Siniaková (42e joueuse mondiale au classement WTA) dès le troisième tour de Roland-Garros en deux sets (4-6, 2-6).
En août à Toronto, elle tombe (3-6, 4-6) en quart de finale face à Serena Williams au bout de 1 h 18 min sans se procurer de balles de break. Puis un second quart à Cincinnati, en abandonnant dans l'ultime manche face à Sofia Kenin. Enfin à l'US Open, tenante du titre, Osaka bat la jeune révélation local de 15 ans, Coco Gauff (6-3, 6-0) ; avant de sombrer (5-7, 4-6) pour la troisième fois de l'année, contre Belinda Bencic.
Naomi réagit sur la tournée asiatique avec d'abord le tournoi d'Osaka en remportant le titre sans perdre le moindre set de la semaine. Pour cela, elle écarte Yulia Putintseva, Elise Mertens et en finale, Anastasia Pavlyuchenkova. Elle fait l'impasse sur Wuhan, avant de disputer Pékin. Passant ses premiers tours sans perdre de manche face à Jessica Pegula, Andrea Petkovic et Alison Riske. Dans une rencontre haletante, elle passe la Canadienne Bianca Andreescu (5-7, 6-3, 6-4), récente lauréate de l'US Open pour atteindre le dernier carré. Osaka se qualifie pour la finale après sa victoire (6-4, 6-2) en une heure et demie face à la Danoise Caroline Wozniacki. En finale, après la perte du premier set, Osaka inverse la tendance et remporte son 5e titre en carrière après sa victoire (3-6, 6-3, 6-2) en 1 h 50 min contre le numéro 1 mondiale, Ashleigh Barty.
Enfin au Masters, Naomi Osaka remporte son premier match de poule face à la Tchèque Petra Kvitová (7-61, 4-6, 6-4) en 2 h 39 min. Elle déclare cependant forfait pour la suite de la compétition après une blessure à l'épaule.
Elle termine l'année à la 3e place mondiale, avec en point d'exclamation son titre à Melbourne et l'accession à la première place mondiale.

### 2020:3eGrandChelem à l'US Open
En 2020, la célèbre plateforme Netflix annonce la préparation d'un docu-série sur la joueuse, réalisé par la cinéaste Garrett Bradley.
Naomi Osaka commence son année à Brisbane avec un dernier carré, passant ses adversaires dans des rencontres en trois manches. D'abord María Sákkari, puis Sofia Kenin et Kiki Bertens. S'inclinant dans un autre gros combat (7-610, 6-73, 2-6) face à Karolína Plíšková qui remportera le tournoi. Enfin à l'Open d'Australie et tenante du titre, elle s'incline au troisième tour (3-6, 4-6) face à l'Américaine Coco Gauff.

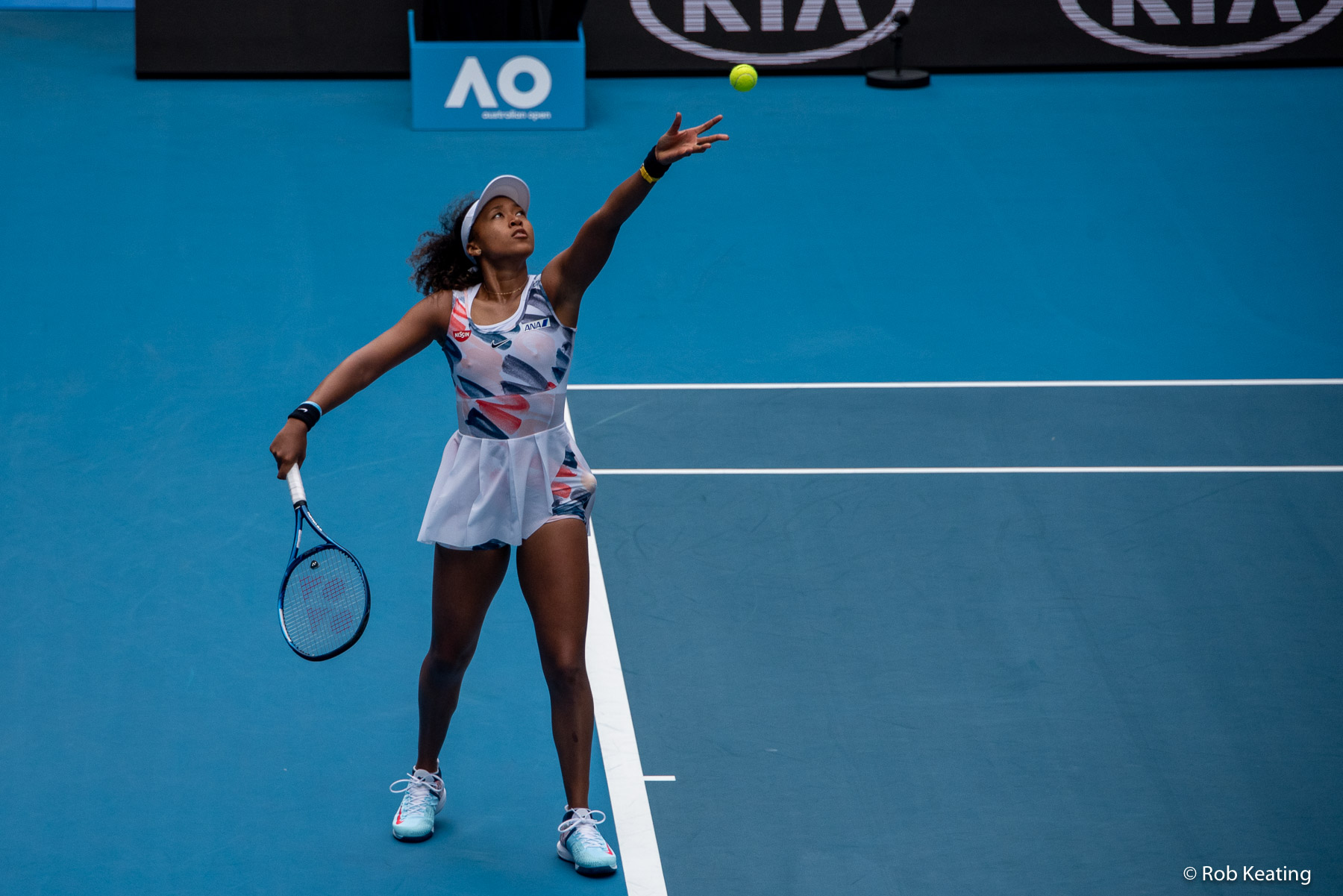
Naomi Osaka au service à l'Open d'Australie en 2020.

Le circuit WTA reprend en août avec la tournée américaine après la suspension du circuit WTA à cause de la pandémie de Covid-19. Elle participe au tournoi de Cincinnati qui se déroule à New York. Elle passe d'abord difficilement en trois manche la Tchèque Karolína Muchová au second tour, alors exemptée de premier. Puis domine Dayana Yastremska (6-3, 6-1), avant de s'en sortir en quart de finale (4-6, 6-2, 7-5) face à Anett Kontaveit. Elle dispose par la suite de la Belge Elise Mertens (6-2, 7-65) en deux heures pour atteindre la finale. Elle déclare forfait pour la finale à cause d'une blessure, laissant son adversaire, Victoria Azarenka titrée sans jouer.
Quelques jours plus tard commence l'US Open avec beaucoup de joueuses absentes ou forfaits, qui fait qu'elle soit tête de série numéro 4, mais 9e mondiale. Osaka se sort du piège contre sa compatriote Misaki Doi (6-2, 5-7, 6-2) pour passer au second tour,. Puis passe sans problème Camila Giorgi, avant d'avoir plus de mal pour se qualifier en huitième (6-3, 6-74, 6-2) après sa victoire difficile contre la jeune Marta Kostyuk. La Japonaise atteint le dernier carré en écartant en deux manche sans problème, Anett Kontaveit et la surprise Shelby Rogers. Après 2 h 8 min de jeu, la Japonaise met fin au parcours de l'autre surprise du tournoi, l'Américaine Jennifer Brady (7-61, 3-6, 6-3) non sans mal, mais dans une rencontre solide des deux côtés,, pour atteindre sa 3e finale de Grand Chelem, sa deuxième à l'US Open après son titre en 2018. Le 12 septembre, elle remporte son deuxième US Open en venant à bout de la Biélorusse Victoria Azarenka (1-6, 6-3, 6-3) après 1 h 53 min de jeu.
Allongée sur le sol à la fin du match, elle explique avoir adopté cette position car elle a "toujours voulu voir ce qu'ils voyaient", en référence aux nombreux joueurs qui s'allongent sur le terrain après un succès,. Grâce à ce titre, cela lui permet de réintégrer le podium et la 3e place mondiale.
Au cours du tournoi de l'US Open, Naomi Osaka s'est distinguée en s'engageant publiquement contre les violences policières aux États-Unis. À chaque match disputé, elle est arrivée avec un masque noir portant le nom d'une des victimes des violences policières.
Par la suite, elle ne dispute pas la saison de terre battue, déclarant notamment forfait pour Roland-Garros et mettant fin à sa saison.

### 2021: titre à Melbourne, allumage de la vasque olympique à Tokyo
Naomi Osaka commence la saison 2021 par une demi-finale au tournoi WTA 500 de Melbourne, où elle sort la Française Alizé Cornet au premier tour (6-2, 6-2), la Britannique Katie Boulter (3-6, 6-3, 6-1) et la Roumaine Irina-Camelia Begu (7-5, 6-1) avant de déclarer forfait en demi-finale. Elle débute l'Open d'Australie qui a lieu mi-février contre la Russe Anastasia Pavlyuchenkova (6-1, 6-2), finaliste à Roland Garros cette année-là et ne cède que cinq jeux contre la Française Caroline Garcia (6-2, 6-3) et la Tunisienne Ons Jabeur (6-3, 6-2) pour rallier la deuxième semaine. Elle cède sa seule manche de la quinzaine contre l'ancienne finaliste Garbiñe Muguruza et renverse la championne Espagnole (4-6, 6-4, 7-5) dans un match serré. Jouant la surprise Taïwanaise Hsieh Su-wei, auteur de son unique quart de finale en Grand Chelem, elle s'impose tranquillement (6-2, 6-2) avant de faire face à la légende Serena Williams en demi-finale du tournoi. Elle met fin au parcours de son adversaire (6-3, 6-4) qui dispute alors sa dernière demi-finale en Majeur et file en finale. Opposée à une autre surprise du tournoi, l'Américaine Jennifer Brady, qu'elle avait éliminé en demi-finale à New York, elle remporte son quatrième tournoi du Grand Chelem, réalisant à nouveau un doublé US Open/Open d'Australie (6-4, 6-3).
Cette victoire lui permet d'accéder à la deuxième place mondiale. Elle reprend au tournoi de Miami en confiance fin mars, écartant l'Australienne Ajla Tomljanović (7-6, 6-4), puis profite du forfait de la Serbe qualifiée Nina Stojanović avant de battre la Belge Elise Mertens (6-3, 6-3). La Grecque María Sákkari met fin à sa série de 24 victoires consécutives en quarts de finale, qu'elle dispute pour la première fois ici, se permettant même d'infliger un 6-0 à la Japonaise en début de match (0-6, 4-6). Elle enchaîne avec deux parcours décevant sur terre à Madrid où elle écarte sa compatriote Misaki Doi (7-5, 6-2) avant de perdre contre Karolína Muchová (4-6, 6-3, 1-6), demi-finaliste à l'Open d'Australie en début d'année puis au premier tour de Rome face à l'Américaine Jessica Pegula (6-7, 2-6).
Pour le Grand Chelem suivant, fin mai à Roland-Garros, elle annonce qu'elle a l'intention de ne pas participer aux conférences de presse afin, selon elle, de préserver sa santé mentale, créant alors une polémique. Après son succès en deux manches face à Patricia Maria Țig (6-4, 7-6) au premier tour, elle respecte son annonce et ne se présente pas face à la presse, ce qui lui vaut une amende de la part du tournoi et une menace de possible exclusion. Face à la controverse, alors qu'elle doit affronter Ana Bogdan au deuxième tour, Osaka décide finalement de déclarer forfait et de se retirer de facto du tournoi.
Le 23 juillet, elle est la dernière relayeuse de la flamme olympique et allume la vasque olympique dans le Stade olympique national lors de la cérémonie d'ouverture des Jeux olympiques d'été de 2020. Sur les réseaux sociaux, elle déclare : « Sans aucun doute la plus grande réussite sportive et le plus grand honneur que j'aurai jamais eu dans ma vie. Je n'ai pas de mots pour décrire les sentiments que j'ai en ce moment, mais je sais que je suis actuellement remplie de gratitude et de reconnaissance. Je vous aime les gars, merci. »,. Dans l'histoire des Jeux olympiques, c'est la première fois qu'un athlète pratiquant le tennis arrive en dernier relayeur de la flamme pour allumer la vasque. Quatre jours plus tard, elle est éliminée au troisième tour du simple dames (huitièmes de finale du tournoi olympique) par Markéta Vondroušová sur le score de (6-1, 6-4) après avoir sorti Zheng Saisai (6-3, 6-2) et Viktorija Golubic sur le même score.
Elle ne joue que deux tournois après le mois de juillet, à Cincinnati où elle se défait de la très jeune Coco Gauff (4-6, 6-3, 6-4) mais est éliminée par l'invitée Jil Teichmann au second tour (6-3, 3-6, 3-6) et l'l'US Open, où elle est également battue au 3e tour, par Leylah Fernandez, (5-7, 7-6, 6,4), future finaliste surprise du tournoi après avoir profité du forfait d'Olga Danilović et battu Marie Bouzková en entrée de tournoi (6-4, 6-1). Cette défaite la fait sortir du Top 10 en fin de saison.

### 2022: chute au classement mondial, puis finale à Miami et retour dans le top 40
En 2022, au tournoi de Melbourne I, elle bat successivement Alizé Cornet (6-4, 3-6, 6-3), Maryna Zanevska (6-1, 6-1) et Andrea Petkovic (6-1, 7-5) avant de déclarer forfait pour sa demi-finale face à Veronika Kudermetova. À l'Open d'Australie, où elle défend son titre, elle commence par des victoires contre Camila Osorio (6-3, 6-3) puis Madison Brengle (6-0, 6-4). Elle est éliminée par Amanda Anisimova au tour suivant 6-4, 7-6, 6-7. À l'issue du tournoi, elle perd 71 places au classement, occupant désormais le 85e rang.
Après une pause de plusieurs mois, elle fait son retour à Indian Wells, où elle s'impose au premier tour face à Sloane Stephens, qu'elle bat pour la première fois (3-6, 6-1, 6-2). Elle échoue au tour suivant face à Veronika Kudermetova sur le score de 6-0, 6-4.
Lorsqu'elle arrive à Miami, elle est retombée au 77e rang du classement WTA. Durant son parcours, elle élimine notamment trois têtes de série : Angelique Kerber, no 13, au deuxième tour (6-2, 6-3), Danielle Collins, no 9, en quart-de-finale (6-2, 6-1) et Belinda Bencic, no 22, en demi-finale (4-6, 6-3, 6-4). Elle rejoint ainsi sa première finale depuis l'Open d'Australie 2021, qu'elle perd contre Iga Świątek (6-4, 6-0). Ce parcours lui permet de remonter à la 35e place mondiale.
Lors du tournoi de Madrid, elle bat Anastasia Potapova (6-3, 6-1) puis perd au tour suivant sur le même score face à Sara Sorribes Tormo. Aux Internationaux de France, elle perd dès le premier tour face à Amanda Anisimova (7-5, 6-4).
Blessée au tendon d’Achille, elle se retire du tournoi de Berlin et déclare forfait pour Wimbledon.
Le 20 juillet 2022, Wim Fissette, son entraîneur, annonce la fin de leur collaboration, en marge du tournoi de San José. Osaka doit faire face à Chinoise Zheng Qinwen, révélée lors du tournoi de Roland-Garros, qu'elle bat difficilement (6-4 3-6 6-1). Elle est ensuite battue par l'Américaine Coco Gauff (6-4 6-4).
Elle est éliminée au premier tour à trois reprises, face à Kaia Kanepi lors du tournoi de Montréal puis contre Zhang Shuai à Cincinnati. Enfin Danielle Collins l'élimine lors de l'US Open.
Lors du tournoi de Tokyo, elle passe le premier tour face à Daria Saville, contrainte à l'abandon sur blessure au genou. Au second tour, elle déclare forfait face à Beatriz Haddad Maia.
2022 est la première année depuis quatre ans où Naomi n'a pas remporté de titre. Elle termine la saison à la 42e place mondiale.

### 2023: grossesse
En janvier 2023, Naomi Osaka annonce qu'elle est enceinte et qu'elle ne jouera donc pas durant cette saison. En novembre, elle annonce son intention de reprendre la compétition lors de l'édition 2024 du tournoi de Brisbane qui débute fin décembre 2023.

### 2024: retour sur le circuit et quart de finale à Doha, retour dans le top 100
Elle se présente à Brisbane après plus d'un an d'absence. Elle affronte pour son retour la 84e mondiale et Allemande Tamara Korpatsch, qu'elle bat en deux sets (6-3, 7-6) et perd ensuite de justesse dès le deuxième tour face à une autre ancienne numéro une, Karolína Plíšková (6-3, 6-7, 4-6). De retour à l'Open d'Australie, elle est d'emblée confrontée à la tête de série no 16, ancienne numéro quatre, Caroline Garcia, contre qui elle s'incline (4-6, 6-7). Elle perd également au premier tour à Abou Dabi, face à Danielle Collins qui remportera cette année là le plus beau titre de sa carrière à Miami (5-7, 0-6).
Au tournoi de Doha, elle prend sa revanche en éliminant Caroline Garcia au premier tour (7-5, 6-4), bat ensuite la Croate Petra Martić (6-3, 7-6) puis profite du forfait de Lesia Tsurenko, avant d'échouer de nouveau en deux jeux décisifs face à Karolína Plíšková en quarts de finale du WTA 1000, ce qui constitue son meilleur résultat de l'année. Lors du WTA 1000 d'Indian Wells, elle vainc l'ancienne numéro cinq et vétérane Sara Errani (6-3, 6-1) puis Liudmila Samsonova, tête de série no 14 (7-5, 6-3), avant de s'incliner contre la Belge Elise Mertens (5-7, 4-6). Au WTA 1000 de Miami, elle atteint également le troisième tour, éliminant successivement Elisabetta Cocciaretto (6-3, 6-4) et l'ancienne numéro trois Elina Svitolina (17e mondiale, 6-2, 7-6), puis retrouve Caroline Garcia pour la troisième fois depuis son retour et perd en deux sets (6-7, 5-7). Elle retrouve une Italienne à Rouen, Martina Trevisan ancienne demi-finaliste de Roland Garros avec moins de succès (4-6, 2-6) avant de remporter son premier match sur ocre depuis son retour contre la repêchée Greet Minnen (6-4, 6-1) à Madrid. Elle voit Liudmila Samsonova se venger au tour suivant, alors que la Japonaise a servi pour le match (2-6, 6-4, 5-7). À Rome, elle affronte d'abord la 45e mondiale, Clara Burel, qu'elle bat en deux sets (7-6, 6-1), puis elle sort deux têtes de série, qui joue pour la première fois le tournoi, Marta Kostyuk, 20e mondiale (6-3, 6-2) puis Daria Kasatkina, 11e mondiale (6-3 6-3) et ancienne demi-finaliste aux Internationaux de France, avant de s'incliner contre Zheng Qinwen (2-6, 4-6), finaliste en début d'année à l'Open d'Australie et septième mondiale. À Roland-Garros, elle hérite d'un tableau compliqué. Au premier tour, elle fait face à la 49e mondiale, Lucia Bronzetti, qu'elle bat en trois sets (6-1, 4-6, 7-5) alors que son adversaire a servi pour le match. Au deuxième tour, elle affronte la no 1 mondiale, Iga Świątek, vainqueur de trois des quatre dernières éditions, à qui elle tient tête pendant trois sets, menant même 4-1 puis 5-2 avec une balle de match dans la dernière manche avant de s'incliner (6-7, 6-1, 5-7).
Invitée à Bois-le-Duc, elle fait face à la 4e tête de série et 32e mondiale, Elise Mertens, prenant sa revanche (6-2, 6-4). Elle élimine ensuite l'invitée locale Suzan Lamens sur un double 6-2 avant de se retrouver face à Bianca Andreescu, ancienne numéro quatre contre qui elle cède en trois sets (6-4, 3-6, 7-6). Elle voit de nouveau la jeune Zheng Qinwen la sortir, au premier tour de Berlin (4-6, 6-3, 3-6) mi-juin. Invitée à Wimbledon, elle passe le premier tour face à la Française Diane Parry (6-1, 1-6, 6-4). Emma Navarro, qui terminera l'année dans le Top 10, l'éliminant en deux sets au tour suivant (4-6, 1-6).
Éliminée au premier tour aux Jeux olympiques par l'Allemande Angelique Kerber (5-7, 3-6) qui joue son dernier tournoi en carrière, elle réintègre l'élite du tennis en étant classée à la 95e place. À Toronto en tant qu'invitée, elle hérite d'un premier tour compliqué face à la 16e mondiale et 9e tête de série, Ons Jabeur mais élimine cette dernière en deux sets (6-3, 6-1), battue cependant au tour suivant de nouveau par Elise Mertens (3-6, 4-6). À Cincinnati, elle est invitée aux phases qualificatives pour la première fois depuis 2018, y étant éliminée au 2e tour. À l'US Open elle élimine en deux sets la 10e mondiale, Jeļena Ostapenko (6-3 6-2), sa première victoire sur une top 10 depuis 2020. Elle perd ensuite (3-6 6-7) face à Karolína Muchová, demi-finaliste l'année passée et qui atteindra quelques jours plus tard pour la seconde fois de sa carrière le dernier carré à Flushing Meadows.
Invitée à Pékin pour son dernier tournoi de la saison, elle passe le premier tour face à Lucia Bronzetti (6-3 6-2), puis le deuxième contre la Kazakh Yulia Putintseva (3-6, 6-4, 6-2) avant de sortir plus facilement l'Américaine Katie Volynets (6-3 6-2). Elle abandonne face à Coco Gauff, sixième joueuse mondiale tout en remportant le premier set (6-3, 4-6, ab.) en huitièmes de finale, la jeune Américaine remportant quelques semaines après le Masters de fin d'année.

### 2025: finales à Auckland et Montréal, retour dans le top 50, premier titre WTA 125 sur terre battue
Alors 57e mondiale, elle est de nouveau tête de série lors d'un tournoi à Auckland, où elle élimine successivement Lina Glushko, Julia Grabher, Hailey Baptiste et Alycia Parks pour atteindre la finale, sa première depuis Miami 2022 face à Iga Świątek. Malgré le gain du premier set, elle abandonne et Clara Tauson remporte donc le titre.
À l'Open d'Australie, elle se retrouve au premier tour face à une adversaire habituelle, la Française Caroline Garcia, qu'elle élimine en trois sets (6-3 3-6 6-3). Elle enchaîne par une autre victoire en trois sets (1-6 6-1 6-3) face à Karolína Muchová, tête de série no 20. Elle est confrontée à Belinda Bencic par la suite. Mais abandonne après avoir perdu le premier set. Fin février, elle remonte à la 42e place mondiale. Alors qu'elle essuie un échec d'entrée à Indian Wells face à Camila Osorio, elle se rend à Miami, où elle élimine successivement Yulia Starodubtseva, la 21e mondiale Liudmila Samsonova, puis Hailey Baptiste. Elle sera vaincue par la 7e mondiale Jasmine Paolini.
Après une défaite prématurée à Madrid, elle se rend en France au tournoi de Saint-Malo où elle bénéficie d'une wild-card. Tête de série no 2 du tournoi, elle remporte le titre en éliminant coup sur coup Petra Marčinko, Diane Parry, Elsa Jacquemot, Léolia Jeanjean, puis, en finale, Kaja Juvan (6-1, 7-5), 515e mondiale de retour de blessure. Elle obtient ainsi son premier titre WTA 125 et son premier sur terre battue.
Elle se rend ensuite à Rome, où elle s'impose face à Sara Errani puis Viktorija Golubic et Marie Bouzková, avant de perdre contre Peyton Stearns.
Elle revient en forme à Montreal, battant la locale Ariana Arseneault (6-4, 6-2) et difficilement la Russe Liudmila Samsonova (4-6, 7-6, 6-3). Ell continue son parcours en impressionnant contre les Lettones Jeļena Ostapenko (6-2, 6-4) et Anastasija Sevastova (6-1, 6-0) de retour sur le circuit ainsi que contre Elina Svitolina (6-2, 6-2). Elle bat une autre surprise du tournoi en demi-finale, la Danoise Clara Tauson (6-2, 7-6) mais est renversée en finale par la toute jeune Victoria Mboko qui joue sa première finale sur le circuit (6-2, 4-6, 1-6) et bénéficie du soutien du public.

## Style de jeu
Naomi Osaka est une joueuse de fond de court agressive. Elle a une grande puissance, en particulier sur son coup droit et sur son service. Osaka pouvait frapper des coups droits à 160 km/h dès ses seize ans. Son service peut monter jusqu'à 200 km/h, ce qui fait d'elle l'une des dix serveuses les plus rapides jamais enregistrées dans l'histoire de la WTA. Grâce à cette puissance, Osaka est capable d'enchaîner les coups gagnants et les aces. Elle est également capable de gagner de longs rallyes, ce qui constitue une autre grande force chez elle.

## Palmarès

### Titres en simple dames
| No | Date       | Nom et lieu du tournoi         | Catégorie | Dotation       | Surface    | Finaliste                | Score          |          |
| -- | ---------- | ------------------------------ | --------- | -------------- | ---------- | ------------------------ | -------------- | -------- |
| 1  | 07-03-2018 | BNP Paribas Open, Indian Wells | PREMIER*  | 8 648 508 $    | Dur (ext.) | Daria Kasatkina          | 6-3, 6-2       | Parcours |
| 2  | 28-08-2018 | US Open, New York              | G. Chelem | 40 912 000 $   | Dur (ext.) | Serena Williams          | 6-2, 6-4       | Parcours |
| 3  | 14-01-2019 | Australian Open, Melbourne     | G. Chelem | 28 814 100 A$  | Dur (ext.) | Petra Kvitová            | 7-62, 5-7, 6-4 | Parcours |
| 4  | 16-09-2019 | Toray Pan Pacific Open, Osaka  | Premier   | 823 000 $      | Dur (ext.) | Anastasia Pavlyuchenkova | 6-2, 6-3       | Parcours |
| 5  | 28-09-2019 | China Open, Pékin              | PREMIER*  | 7 430 905 $    | Dur (ext.) | Ashleigh Barty           | 3-6, 6-3, 6-2  | Parcours |
| 6  | 31-08-2020 | US Open, New York              | G. Chelem | 53 400 000 $   | Dur (ext.) | Victoria Azarenka        | 1-6, 6-3, 6-3  | Parcours |
| 7  | 08-02-2021 | Australian Open, Melbourne     | G. Chelem | 31 796 000 AU$ | Dur (ext.) | Jennifer Brady           | 6-4, 6-3       | Parcours |

### Finales en simple dames
| No | Date       | Nom et lieu du tournoi                                | Catégorie | Dotation    | Surface    | Vainqueure         | Score         |          |
| -- | ---------- | ----------------------------------------------------- | --------- | ----------- | ---------- | ------------------ | ------------- | -------- |
| 1  | 19-09-2016 | Toray Pan Pacific Open, Tokyo                         | Premier   | 1 000 000 $ | Dur (ext.) | Caroline Wozniacki | 7-5, 6-3      | Parcours |
| 2  | 17-09-2018 | Toray Pan Pacific Open, Tokyo                         | Premier   | 890 100 $   | Dur (ext.) | Karolína Plíšková  | 6-4, 6-4      | Parcours |
| 3  | 22-08-2020 | Western & Southern Open, New York                     | Premier 5 | 1 950 079 $ | Dur (ext.) | Victoria Azarenka  | forfait       | Parcours |
| 4  | 22-03-2022 | Miami Open presented by Itaú, Miami                   | WTA 1000  | 8 369 455 $ | Dur (ext.) | Iga Świątek        | 6-4, 6-0      | Parcours |
| 5  | 30-12-2024 | ASB Classic, Auckland                                 | WTA 250   | 275 094 $   | Dur (ext.) | Clara Tauson       | 4-6, ab.      | Parcours |
| 6  | 27-07-2025 | Omnium Banque Nationale présenté par Rogers, Montréal | WTA 1000  | 5 152 599 $ | Dur (ext.) | Victoria Mboko     | 2-6, 6-4, 6-1 | Parcours |

### Titre en double dames
Aucun

### Finale en double dames
Aucune

### Titre en simple en WTA 125
| No | Date       | Nom et lieu du tournoi            | Catégorie | Dotation  | Surface      | Finaliste  | Score    |          |
| -- | ---------- | --------------------------------- | --------- | --------- | ------------ | ---------- | -------- | -------- |
| 1  | 28-04-2025 | Open 35 de Saint-Malo, Saint-Malo | WTA 125   | 115 000 $ | Terre (ext.) | Kaja Juvan | 6-1, 7-5 | Parcours |

### Finale en simple en WTA 125
| No | Date       | Nom et lieu du tournoi         | Catégorie | Dotation  | Surface    | Vainqueure         | Score          |          |
| -- | ---------- | ------------------------------ | --------- | --------- | ---------- | ------------------ | -------------- | -------- |
| 1  | 09-11-2015 | Hua Hin Championships, Hua Hin | WTA 125   | 125 000 $ | Dur (int.) | Yaroslava Shvedova | 6-4, 6-78, 6-4 | Parcours |

## Parcours en Grand Chelem

### Victoires (4)
| Année | Tournoi              | Adversaire en finale | Score          |
| ----- | -------------------- | -------------------- | -------------- |
| 2018  | US Open              | Serena Williams      | 6-2, 6-4       |
| 2019  | Open d'Australie     | Petra Kvitová        | 7-64, 5-7, 6-4 |
| 2020  | US Open (2)          | Victoria Azarenka    | 1-6, 6-3, 6-3  |
| 2021  | Open d'Australie (2) | Jennifer Brady       | 6-4, 6-3       |

### En simple dames
| Année | Open d'Australie | Open d'Australie  | Internationaux de France | Internationaux de France | Wimbledon       | Wimbledon         | US Open         | US Open           |
| ----- | ---------------- | ----------------- | ------------------------ | ------------------------ | --------------- | ----------------- | --------------- | ----------------- |
| 2015  | —                | —                 | —                        | —                        | Q1              | Sorana Cîrstea    | Q2              | Johanna Konta     |
| 2016  | 3e tour (1/16)   | Victoria Azarenka | 3e tour (1/16)           | Simona Halep             | —               | —                 | 3e tour (1/16)  | Madison Keys      |
| 2017  | 2e tour (1/32)   | Johanna Konta     | 1er tour (1/64)          | Alison Van Uytvanck      | 3e tour (1/16)  | Venus Williams    | 3e tour (1/16)  | Kaia Kanepi       |
| 2018  | 1/8 de finale    | Simona Halep      | 3e tour (1/16)           | Madison Keys             | 3e tour (1/16)  | Angelique Kerber  | Victoire        | Serena Williams   |
| 2019  | Victoire         | Petra Kvitová     | 3e tour (1/16)           | Kateřina Siniaková       | 1er tour (1/64) | Yulia Putintseva  | 1/8 de finale   | Belinda Bencic    |
| 2020  | 3e tour (1/16)   | Coco Gauff        | —                        | —                        | Annulé          | Annulé            | Victoire        | Victoria Azarenka |
| 2021  | Victoire         | Jennifer Brady    | 2e tour (1/32)           | Forfait                  | —               | —                 | 3e tour (1/16)  | Leylah Fernandez  |
| 2022  | 3e tour (1/16)   | Amanda Anisimova  | 1er tour (1/64)          | Amanda Anisimova         | —               | —                 | 1er tour (1/64) | Danielle Collins  |
|       |                  |                   |                          |                          |                 |                   |                 |                   |
| 2024  | 1er tour (1/64)  | Caroline Garcia   | 2e tour (1/32)           | Iga Świątek              | 2e tour (1/32)  | Emma Navarro      | 2e tour (1/32)  | Karolína Muchová  |
| 2025  | 3e tour (1/16)   | Belinda Bencic    | 1er tour (1/64)          | Paula Badosa             | 3e tour (1/16)  | A. Pavlyuchenkova |                 |                   |

N.B. : à droite du résultat se trouve le nom de l'ultime adversaire.

### En double dames
| 2016 | —                                                                            | — | 2e tour (1/16) M. Doi \|\| style="text-align:left;" \| A. Klepač K. Srebotnik | —                                                                              | —                                                                                 | 1er tour (1/32) K. Nara \|\| style="text-align:left;" \| C. Garcia K. Mladenovic |
| 2017 | 1er tour (1/32) M. Puig \|\| style="text-align:left;" \| R. Olaru O. Savchuk | — | —                                                                             | 1er tour (1/32) Zhang S. \|\| style="text-align:left;" \| K. Flipkens S. Mirza | 1er tour (1/32) F. Schiavone \|\| style="text-align:left;" \| J. Boserup N. Gibbs |                                                                                  |

N.B. : le nom de la partenaire se trouve sous le résultat ; les noms des ultimes adversaires se trouvent à droite.

### En double mixte
| Année | Open d'Australie | Open d'Australie | Internationaux de France | Internationaux de France | Wimbledon | Wimbledon | US Open                                                                          | US Open |
| ----- | ---------------- | ---------------- | ------------------------ | ------------------------ | --------- | --------- | -------------------------------------------------------------------------------- | ------- |
| 2025  | —                | —                | —                        | —                        | —         | —         | 1er tour (1/8) G. Monfils \|\| style="text-align:left;" \| C. McNally L. Musetti |         |

N.B. : le nom du partenaire se trouve sous le résultat ; les noms des ultimes adversaires se trouvent à droite.

## Parcours au Masters

### En simple dames
| # | Date       | Nom de l'édition                              | ($)        | Surface    | Résultat               | Ultime adversaire | Score          |          |
| - | ---------- | --------------------------------------------- | ---------- | ---------- | ---------------------- | ----------------- | -------------- | -------- |
| 1 | 21/10/2018 | BNP Paribas WTA Finals by SC Global Singapour | 7 000 000  | Dur (int.) | Round Robin (défaite)  | Sloane Stephens   | 7-5, 4-6, 6-1  | Parcours |
| 1 | 21/10/2018 | BNP Paribas WTA Finals by SC Global Singapour | 7 000 000  | Dur (int.) | Round Robin (défaite)  | Angelique Kerber  | 6-4, 5-7, 6-4  | Parcours |
| 1 | 21/10/2018 | BNP Paribas WTA Finals by SC Global Singapour | 7 000 000  | Dur (int.) | Round Robin (défaite)  | Kiki Bertens      | 6-3, ab.       | Parcours |
| 2 | 27/10/2019 | Shiseido WTA Finals Shenzhen Shenzhen         | 14 000 000 | Dur (int.) | Round Robin (victoire) | Petra Kvitová     | 7-61, 4-6, 6-4 | Parcours |

## Parcours en «Premier» et WTA 1000
Les tournois WTA « Premier Mandatory » et « Premier 5 » (entre 2009 et 2020) et WTA 1000 (à partir de 2021) constituent les catégories d'épreuves les plus prestigieuses, après les quatre levées du Grand Chelem. 

De 2009 à 2023, les tournois Premier Mandatory (dits tournois WTA 1000 obligatoires entre 2021 et 2023) regroupent Indian Wells, Miami, Madrid et Pékin, les autres constituant les tournois Premier 5 (tournois WTA 1000 non-obligatoires). À partir de 2024, le nombre de tournois WTA 1000 passe à 10 par saison (fin de l’alternance Doha / Dubaï), ces derniers devenant tous obligatoires et offrant tous 1000 points à la vainqueure (contre 900 points précédemment pour les tournois Premier 5).

### En simple dames
| Année |       |                             |                              |                               |                             |                                  |                              |                                   |                            |                           |  |                            |
| Doha  | Dubaï | Indian Wells                | Miami                        | Madrid                        | Rome                        | Canada                           | Cincinnati                   | Pékin                             |                            | Wuhan                     |  |                            |
| Doha  | Dubaï | Indian Wells                | Miami                        | Madrid                        | Rome                        | Canada                           | Cincinnati                   | Pékin                             | Guadalajara                |                           |  |                            |
| Doha  | Dubaï | Indian Wells                | Miami                        | Madrid                        | Rome                        | Canada                           | Cincinnati                   | Pékin                             |                            |                           |  |                            |
| 2016  |       |                             | WTA 500                      |                               | 3e tour (1/16) T. Babos     |                                  |                              |                                   |                            |                           |  |                            |
| 2017  |       | WTA 500                     | 2e tour (1/16) C. McHale     | 3e tour (1/16) M. Keys        | 2e tour (1/32) S. Halep     |                                  | 1er tour (1/32) L. Siegemund | 3e tour (1/8) Ka. Plíšková        |                            | 1er tour (1/32) A. Kerber |  | 1er tour (1/32) E. Mertens |
| 2018  |       | 2e tour (1/16) A. Sevastova | WTA 500                      | Victoire D. Kasatkina         | 2e tour (1/32) E. Svitolina | 1er tour (1/32) Zhang S.         | 2e tour (1/16) S. Halep      | 1er tour (1/32) C. Suárez Navarro | 1er tour (1/32) M. Sákkari | 1/2 finale A. Sevastova   |  |                            |
| 2019  |       | WTA 500                     | 2e tour (1/16) K. Mladenovic | 4e tour (1/8) B. Bencic       | 3e tour (1/16) Hsieh S-w.   | 1/4 de finale B. Bencic          | 1/4 de finale Forfait        | 1/4 de finale S. Williams         | 1/4 de finale S. Kenin     | Victoire A. Barty         |  |                            |
| 2020  |       |                             | WTA 500                      | Annulé                        | Annulé                      | Annulé                           |                              | Annulé                            | Finale Forfait             | Annulé                    |  | Annulé                     |
| 2021  |       | WTA 500                     |                              |                               | 1/4 de finale M. Sákkari    | 2e tour (1/16) K. Muchová        | 2e tour (1/16) J. Pegula     |                                   | 3e tour (1/8) J. Teichmann | Annulé                    |  | Annulé                     |
| 2022  |       | Forfait                     | WTA 500                      | 2e tour (1/32) V. Kudermetova | Finale I. Świątek           | 2e tour (1/16) S. Sorribes Tormo | Forfait                      | 1er tour (1/16) K. Kanepi         | 1er tour (1/16) Zhang S.   | Hors calendrier           |  |                            |
|       |       |                             |                              |                               |                             |                                  |                              |                                   |                            |                           |  |                            |
| 2024  |       | 1/4 de finale Ka. Plíšková  |                              | 3e tour (1/16) E. Mertens     | 3e tour (1/16) C. Garcia    | 2e tour (1/32) L. Samsonova      | 4e tour (1/8) Zheng Q.       | 2e tour (1/16) E. Mertens         |                            | 4e tour (1/8) C. Gauff    |  |                            |
| 2025  |       |                             |                              | 1er tour (1/64) C. Osorio     | 4e tour (1/8) J. Paolini    | 1er tour (1/64) L. Bronzetti     | 4e tour (1/8) P. Stearns     | Finale V. Mboko                   |                            |                           |  |                            |

Sous le résultat, l’ultime adversaire.
1. 1 2   Les tournois de Doha et Dubaï alternent le statut de tournoi WTA 1000 (ex Premier 5) entre 2009 et 2023 : les trois premières éditions ont lieu à Dubaï, les trois suivantes à Doha, puis Dubaï accueille le tournoi de cette catégorie les années impaires et Dubaï les années paires. De 2011 à 2023, la ville qui n’accueille pas de WTA 1000 organise à la place un tournoi WTA 500 (ex Premier).
2. 1 2 3 4 5 6 7   L’ordre de déroulement des tournois a évolué depuis 2009 : Rome se dispute avant Madrid et Cincinnati avant Montréal/Toronto jusqu’en 2010, tandis que Tokyo (2009-2013)-Wuhan (2014-2019, 2024-)-Guadalajara (2022-2023) ont lieu avant Pékin jusqu’en 2023.
3. 1 2 3 4 5 6 7 8  Du fait de la pandémie de Covid-19, les tournois d’Indian Wells, de Miami, de Madrid, du Canada, de Wuhan et de Pékin sont annulés en 2020. Ces deux derniers le sont également en 2021. Pour des raisons d’organisation, le tournoi de Cincinnati 2020 a exceptionnellement lieu à Flushing Meadows à New York.
4. ↑  Le 1er décembre 2021, le président de la WTA, Steve Simon, annonce que tous les tournois prévus en Chine et à Hong Kong sont suspendus à partir de 2022, en raison de préoccupations concernant la sécurité et le bien-être de la joueuse de tennis chinoise Peng Shuai après ses allégations de relations sexuelles non-consenties avec Zhang Gaoli, membre de haut rang du Parti communiste chinois. Le tournoi de Pékin revient en 2023. Le tournoi de Guadalajara remplace celui de Wuhan pendant deux ans, ce dernier réapparaissant en 2024.

## Parcours aux Jeux olympiques

### En simple dames
| # | Date       | Nom de l'olympiade         | Surface             | Résultat        | Ultime adversaire   | Score    |          |
| - | ---------- | -------------------------- | ------------------- | --------------- | ------------------- | -------- | -------- |
| 1 | 27/07/2021 | Olympic Tennis Event Tokyo | Dur (ext.)          | 1/8 de finale   | Markéta Vondroušová | 6-1, 6-4 | Parcours |
| 2 | 27/07/2024 | Olympic Tennis Event Paris | Terre battue (ext.) | 1er tour (1/32) | Angelique Kerber    | 7-5, 6-3 | Parcours |

## Classements WTA en fin de saison
| Année          | 2012 | 2013 | 2014 | 2015 | 2016 | 2017 | 2018 | 2019 | 2020 | 2021 | 2022 | 2023 | 2024 |
| Rang en simple | 1028 | 430  | 250  | 203  | 47   | 68   | 5    | 3    | 3    | 13   | 42   | –    | 59   |
| Rang en double | –    | –    | 1279 | –    | 370  | 699  | –    | –    | –    | –    | –    | –    | –    |

Source : (en) Classements de Naomi Osaka sur le site officiel de la Fédération internationale de tennis

### Périodes au rang deno1mondiale
| # | Précédée par   | Dates                   | Suivie par     | Nombre de semaines | Cumul |
| - | -------------- | ----------------------- | -------------- | ------------------ | ----- |
| 1 | Simona Halep   | 28/01/2019 - 23/06/2019 | Ashleigh Barty | 21                 | 21    |
| 2 | Ashleigh Barty | 12/08/2019 - 08/09/2019 | Ashleigh Barty | 4                  | 25    |

## Records et statistiques

### Confrontations avec ses principales adversaires
Confrontations lors des différents tournois WTA avec ses principales adversaires (4 confrontations minimum et avoir été membre du top 10). Classement par pourcentage de victoires. Situation au 6 août 2025 :
Les joueuses retraitées sont en gris.
| Joueuse           | Meilleur classement | Confrontations | Victoires | Défaites | Pourcentage de victoires | Dernière confrontation                             |
| ----------------- | ------------------- | -------------- | --------- | -------- | ------------------------ | -------------------------------------------------- |
| Simona Halep      | 1                   | 5              | 1         | 4        | 20                       | défaite (1-6, 0-6) à Rome 2018                     |
| Madison Keys      | 7                   | 4              | 1         | 3        | 25                       | victoire (6-2, 6-4) à l'US Open 2018               |
| Karolína Plíšková | 1                   | 7              | 2         | 5        | 28,6                     | défaite (66-7, 65-7) à Doha 2024                   |
| Angelique Kerber  | 1                   | 6              | 2         | 4        | 33,3                     | victoire (6-2, 6-3) à Miami 2022                   |
| Belinda Bencic    | 4                   | 6              | 2         | 4        | 33,3                     | défaite (63-7, ab.) à l'Open d'Australie 2025      |
| Coco Gauff        | 2                   | 5              | 2         | 3        | 40                       | défaite (6-3, 4-6, ab.) à Pékin 2024               |
| Ashleigh Barty    | 1                   | 4              | 2         | 2        | 50                       | victoire (3-6, 6-3, 6-2) à Pékin 2019              |
| Sofia Kenin       | 4                   | 4              | 2         | 2        | 50                       | victoire (63-7, 6-3, 6-1) à Brisbane 2020          |
| Danielle Collins  | 7                   | 5              | 3         | 2        | 60                       | défaite (5-7, 0-6) à Abou Dabi 2024                |
| Caroline Garcia   | 4                   | 5              | 3         | 2        | 60                       | victoire (6-3, 3-6, 6-3) à l'Open d'Australie 2025 |
| María Sákkari     | 3                   | 5              | 3         | 2        | 60                       | défaite (0-6, 4-6) à Miami 2021                    |
| Elina Svitolina   | 3                   | 8              | 5         | 3        | 62,5                     | victoire (6-2, 6-2) à Montréal 2025                |
| Victoria Azarenka | 1                   | 4              | 3         | 1        | 75                       | victoire (1-6, 6-3, 6-3) à l'US Open 2020          |
| Serena Williams   | 1                   | 4              | 3         | 1        | 75                       | victoire (6-3, 6-4) à l'Open d'Australie 2021      |
| Anett Kontaveit   | 5                   | 5              | 5         | 0        | 100                      | victoire (6-3, 6-4) à l'US Open 2020               |

Hors top 10, Zhang Shuai est une des rares joueuses ayant un bilan neutre face à Naomi Osaka en plus de quatre rencontres Elle se sont rencontrées six fois et Zhang Shuai l'a battue trois fois.

### Victoires sur le top 10
Toutes ses victoires sur des joueuses classées dans le top 10 de la WTA lors de la rencontre.
| Légende             |
| Grand Chelem        |
| Masters             |
| Premier* / WTA 1000 |
| Premier / WTA 500   |
| Intern'l / WTA 250  |
| Fed Cup             |

| #  | Rang  |  | Tournoi          | Année | Surface    |                   | Adversaire        | Rang   | Tour           | Score          | Tableau |
| -- | ----- |  | ---------------- | ----- | ---------- | ----------------- | ----------------- | ------ | -------------- | -------------- | ------- |
| 1  | no 45 |  | US Open          | 2017  | Dur        |                   | Angelique Kerber  | no 6   | 1/64           | 6-3, 6-1       | Tableau |
| 2  | no 64 |  | Hong Kong        | 2017  | Dur        |                   | Venus Williams    | no 5   | 1/8            | 7-5, 6-2       | Tableau |
| 3  | no 44 |  | Indian Wells     | 2018  | Dur        |                   | Karolína Plíšková | no 5   | 1/4            | 6-2, 6-3       | Tableau |
| 4  | no 44 |  | Indian Wells     | 2018  | Dur        | Simona Halep      | no 1              | 1/2    | 6-3, 6-0       |                | Tableau |
| 5  | no 6  |  | Pékin            | 2018  | Dur        |                   | Julia Görges      | no 10  | 1/8            | 6-1, 6-2       | Tableau |
| 6  | no 4  |  | Open d'Australie | 2019  | Dur        |                   | Elina Svitolina   | no 7   | 1/4            | 6-4, 6-1       | Tableau |
| 7  | no 4  |  | Open d'Australie | 2019  | Dur        | Karolína Plíšková | no 8              | 1/2    | 6-2, 4-6, 6-4  |                | Tableau |
| 8  | no 4  |  | Open d'Australie | 2019  | Dur        | Petra Kvitová     | no 6              | Finale | 7-62, 5-7, 6-4 |                | Tableau |
| 9  | no 4  |  | Pékin            | 2019  | Dur        |                   | Bianca Andreescu  | no 6   | 1/4            | 5-7, 6-3, 6-4  | Tableau |
| 10 | no 4  |  | Pékin            | 2019  | Dur        | Ashleigh Barty    | no 1              | Finale | 3-6, 6-3, 6-2  |                | Tableau |
| 11 | no 3  |  | Masters          | 2019  | Dur (int.) |                   | Petra Kvitová     | no 6   | RR             | 7-61, 4-6, 6-4 | Tableau |
| 12 | no 4  |  | Brisbane         | 2020  | Dur        |                   | Kiki Bertens      | no 9   | 1/4            | 6-3, 3-6, 6-3  | Tableau |
| 13 | no 88 |  | US Open          | 2024  | Dur        |                   | Jeļena Ostapenko  | no 10  | 1/64           | 6-3, 6-2       | Tableau |

## Un symbole pour tous leshāfu
Fin janvier 2019, une publicité en ligne de l'entreprise Nissin Foods, un fabricant de rāmen — un plat cuisiné japonais —, commanditaire de Naomi Osaka depuis 2016, provoque un tollé sur les réseaux sociaux numériques, au Japon et aux États-Unis. Diffusée sous la forme d'un anime élaboré par le mangaka Takeshi Konomi, auteur de Prince du tennis, elle met en scène le joueur de tennis japonais Kei Nishikori et la joueuse binationale. Celle-ci est figurée sous les traits d'une jeune femme de type européen alors que c'est une hāfu, métisse mi-japonaise mi-haïtienne. Alertée, la multinationale supprime ses vidéos et présente des excuses publiques, invoquant une conformité des images au style courant de l'animation japonaise et une représentation d'Osaka non intentionnelle,. Interrogée, Osaka regrette de ne pas avoir été consultée avant la diffusion de son image. Propulsée au devant de la scène médiatique japonaise, la vainqueuse de l'édition 2019 de l'Open d'Australie devient involontairement le symbole de la lutte contre les préjugés raciaux dont sont victimes les hāfu au Japon,.

## Athlète féminine la mieux payée au monde
Selon Forbes, Naomi Osaka devient en 2020 l'athlète féminine la mieux payée au monde de tous les temps. Avec 37 millions de dollars de gains récoltés sur l'année 2019, elle dépasse Serena Williams.
En janvier 2021, elle annonce deux nouveaux partenariats d'envergure internationale, et unique avec Louis Vuitton puis avec l'horloger de luxe TAG Heuer. En mars 2021, elle investit une partie de sa fortune dans un SPAC, aux côtés d'autres sportifs professionnels.

## Engagements personnels

### Ambassadrice de bonne volonté pour la promotion du sport haïtien
Le 6 novembre 2018 à l'aéroport Toussaint-Louverture, accompagnée des membres de sa famille, elle est reçue par le président haïtien, Jovenel Moïse, ainsi que des officiels du gouvernement. Le président de la République, estimant qu'elle est un modèle pour la jeunesse haïtienne, la nomme « ambassadrice d'Haïti de bonne volonté pour la promotion du sport haïtien » et déclare que « Haïti est honorée ce matin de vous recevoir. Haïti, cette terre d’hospitalité et de fierté, est fière de vous avoir ici, chez votre père (né à la ville de Jacmel, Sud-Est d'Haïti) ».

### Prises de position contre les violences policières et le racisme
En septembre 2020, durant le tournoi de Cincinnati, alors joué à Flushing Meadows, elle s'affirme comme militante en refusant de jouer sa demi-finale pour protester contre les tirs de la police sur l’Afro-Américain Jacob Blake. Les organisateurs décident alors d'annuler les rencontres du jour et de les reporter au lendemain. Sympathisante du mouvement Black Lives Matter, Naomi Osaka porte ensuite lors de l’US Open, sept masques de couleur noire, un par rencontre, avec sur chacun le nom d'une victime de violences policières inscrit en blanc.
Avec la journaliste Shiori Itō, engagée contre les violences sexuelles, elle fait partie des deux Japonaises figurant dans le classement des 100 personnalités les plus influentes de l'année 2020 du magazine américain Time[réf. nécessaire]. Son engagement lui vaut des critiques au Japon où, note le quotidien Mainichi, on « continue à considérer comme une vertu pour les athlètes de se consacrer uniquement à la compétition et de ne pas s’immiscer dans les questions politiques ».